# Bowel of Chiley
Bowel of Chiley, musikalbum från 1987 med Mr. Bungle. Finns endast utgiven på kassettband och är idag ett mycket ovanligt samlarobjekt.

## Låtlista
Originalutgåvan innehöll 17 låtar. Det är oklart vilka låtar som fanns med, men på internet finns det två nyutgåvor av albumet.

### Nyutgåva 1 (1991)
1. For No Reason
2. Nicotina
3. Incoherence
4. Carousel
5. Evil Satan
6. Jumping (Part One)
7. Jumping (Part Two)
8. Cottage Cheese
9. You Can't Make Me Mad
10. Freight Train
11. No Strings Attached
12. Fart in a Bag
13. Walkin' in Circles

### Nyutgåva 2 (1997)
1. For No Reason
2. Definition Of Shapes
3. Carousel
4. Evil Satan
5. Walking In Circles
6. Snap, Crackle, Pop
7. Cottage Cheese
8. Incoherence
9. No Strings Attached
10. Hi!
11. Fart In A Bag
12. Freight Train

## Musiker
- Mike Patton - Sång
- Trevor Dunn - Bas
- Trey Spruance - Gitarr
- Hans Wagner - Trummor
- Theo Lengyel -  Saxofon
- Scott Fritz - Trumpet